# Altes Schloss (Neckarbischofsheim)

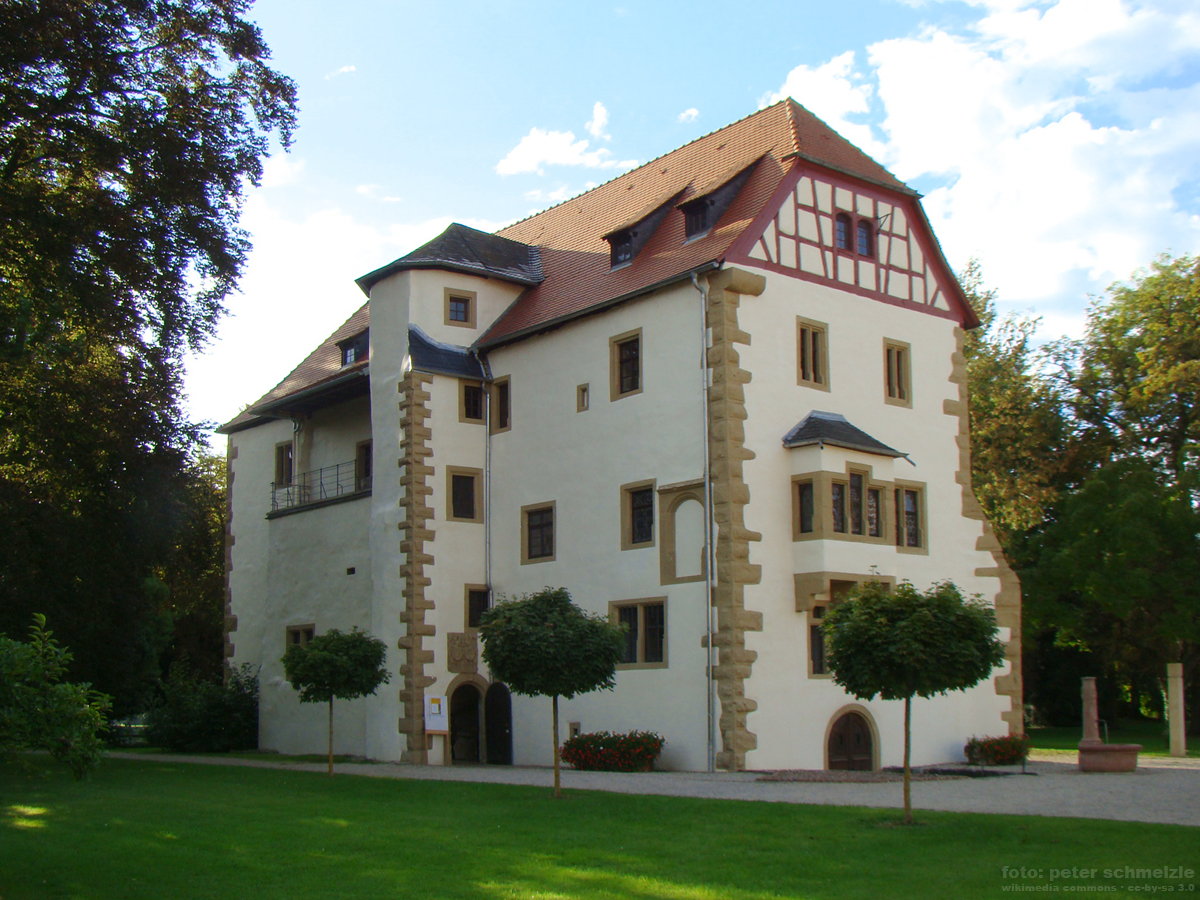
Das Alte Schloss in Neckarbischofsheim

Das Alte Schloss (auch Steinernes Haus genannt) in Neckarbischofsheim im Rhein-Neckar-Kreis in Baden-Württemberg geht auf die mittelalterliche Burg des Ortes zurück. Die Burg und später das Schloss waren Sitz der Herren von Helmstatt. Das Gebäude befindet sich im Besitz der Gemeinde, die darin ein Trauzimmer und ein Heimatmuseum unterhält.

## Geschichte
Das Schloss geht auf eine 1274 erwähnte Burg zurück und ist das älteste erhaltene Gebäude in Neckarbischofsheim. Ursprünglich waren Burg und Ort wohl ein Reichslehen, erscheinen aber in Urkunden des späten 13. Jahrhunderts bereits als Wormser Lehen der Herren von Helmstatt. Die älteste Burganlage dürfte aus einem von einer Ringmauer umgebenen Wohnturm bestanden haben. Die Ringmauer wiederum war vermutlich von Wasser des Rosenbachs und von sumpfigen Wiesen umgeben. Später wurde die Burg über eine Brücke mit einer ebenfalls ummauerten und von Wassergräben umgebenen Vorburg mit Wirtschaftsgebäuden verbunden. 1378 kam Weiprecht I. von Helmstatt in den Alleinbesitz der Burg und des Ortes. Sein Bruder Raban III. oder er bauten die Burg aus und errichtete anstelle der Vorburg das Neue Steinhaus, das 1829 zugunsten des Neuen Schlosses abgerissen wurde.
Seine heutige Gestalt erhielt das Schloss, nachdem Johann von Helmstatt bei der Helmstatter Erbteilung von 1543 Besitz in Neckarbischofsheim, darunter weitreichende Anteile an der Burg, zugefallen war. Gemeinsam mit seinem Schwiegervater, dem pfälzischen Hofmeister Philipp von Helmstatt, erwarb er 1545 von Alexander von Helmstatt noch dessen Anteil an der Burg und mit dem inneren Schloss (so genannte Alexanderburg) noch einen weiteren Herrensitz am Ort.

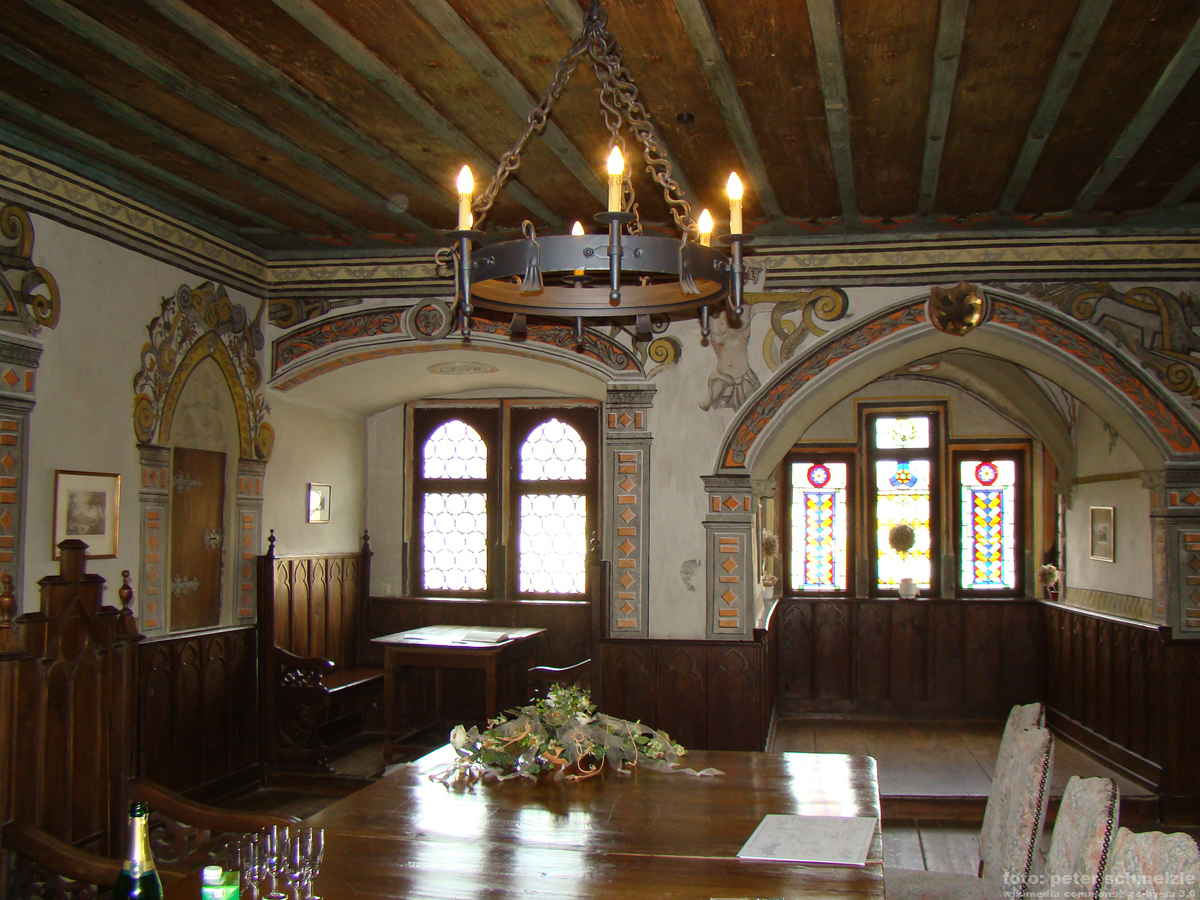
Trauzimmer im Rittersaal

Die Ausbaumaßnahmen des Kerngebäudes der Burg begannen 1546 und betrafen den Anbau eines Seitenflügels, eines Treppenturms und den Ausbau des Rittersaals mit einem schmuckvollen Erker. Der Ausbau der Burg zur Residenz ging mit einem gleichzeitigen Ausbau der benachbarten Stadtkirche St. Salvator einher. Die repräsentativen Bauten drückten die Macht- und Besitzfülle aus, die Philipp und Johann von Helmstatt innehatten. Das Wappen Philipps von Helmstatt bzw. das Allianzwappen mit seiner Gattin Margarethe von Neipperg ist vielfach an und im Schloss zu finden. Besonders schmuckvoll ist das Allianzwappen am Treppenturm mit dem Leitspruch Philipps Lust tut viel.
Das Schloss war zunächst noch um ein viertes Stockwerk höher, dieses ist jedoch 1859 abgebrannt. Der Querflügel und die Wirtschaftsgebäude wurden abgerissen, so dass das Schloss heute nur noch aus dem freistehenden Kerngebäude besteht. Das hinter dem Treppenturm hervortretende Mauerstück ist wohl das älteste Bauteil und geht vermutlich noch auf den hochmittelalterlichen Wohnturm zurück. Dendrochronologische Untersuchungen an verschiedenen Hölzern des Gebäudes haben eine Datierung auf um 1368 ergeben, so dass im Inneren auch noch wesentliche Teile des Umbaus aus dem 14. Jahrhundert erhalten sind.

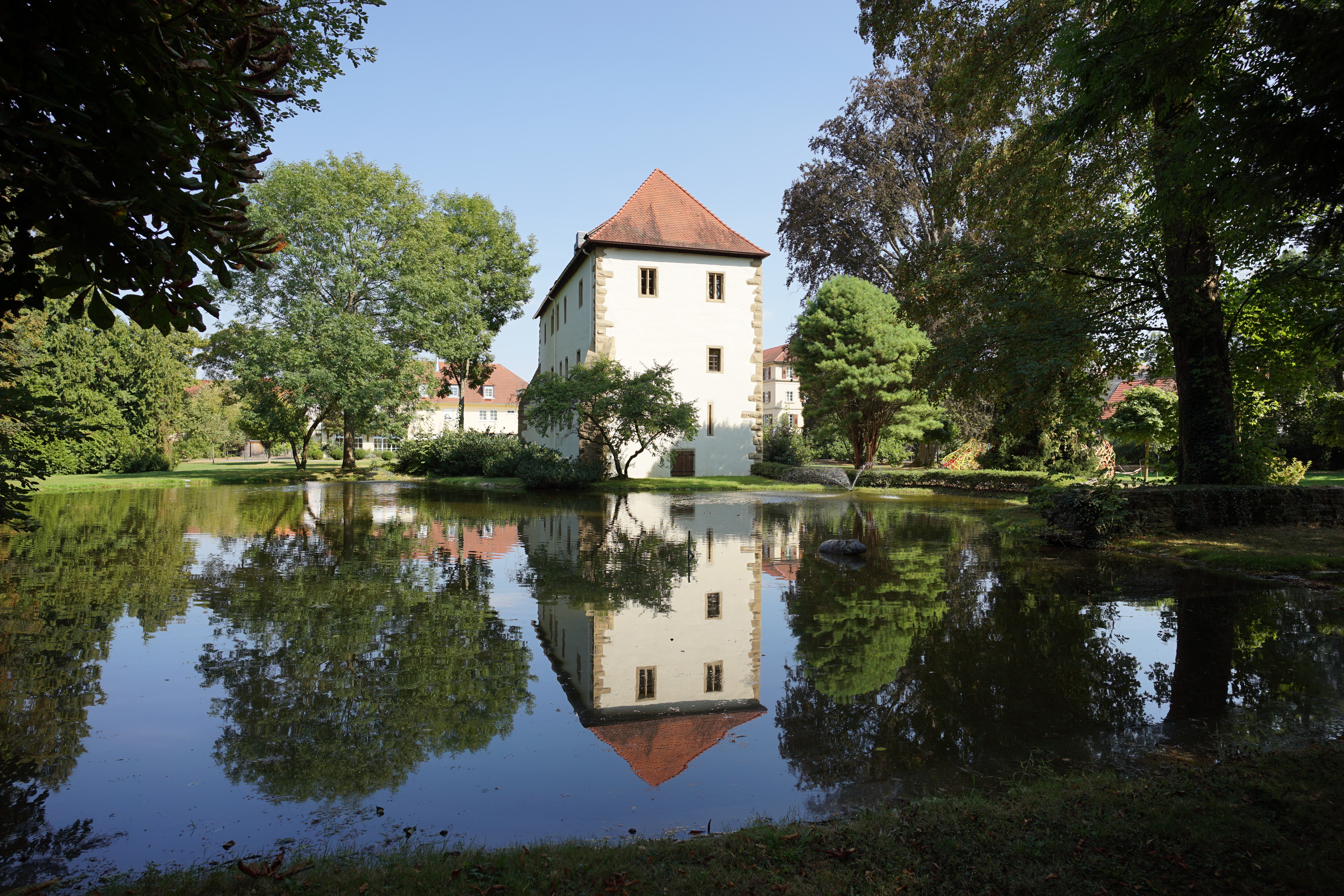
Ansicht über den Schlossteich

Die Familie von Helmstatt starb 1952 im Mannesstamm aus. Die Stadt Neckarbischofsheim hat das Schloss 1975 erworben und anschließend umfassend saniert. 1977 wurden im Rittersaal historische Wandmalereien aus dem 15. und 16. Jahrhundert freigelegt. Eine Kreuzigungsdarstellung aus der Zeit um 1480 lässt den Schluss zu, dass der Rittersaal zeitweilig auch als Schlosskapelle genutzt wurde. Der Rittersaal wird inzwischen als Trauzimmer genutzt, in den restlichen Räumen des Gebäudes befindet sich ein Heimatmuseum.
An der Stelle der einstigen Vorburg befindet sich das im 19. Jahrhundert errichtete Neue Schloss, in dem sich heute ein Hotel befindet. Im Schlosspark befindet sich außerdem noch ein renaissancezeitliches Prachttor von 1590, das den Bildhauern Adam Wagner oder Jakob Müller aus Heilbronn zugeschrieben wird.